# イ・ドンク (アイスホッケー)
イ・ドンク（1988年2月7日 - ）は、大韓民国のソウル特別市出身のプロアイスホッケー選手。ポジションはディフェンス。アジアリーグアイスホッケーのHLアニャンに所属。

## 経歴
延世大学出身。
2009-2010年シーズンからアジアリーグアイスホッケーの安養ハルラに入団。
2011年1月から2月に開催されたアジア冬季競技大会の男子アイスホッケー韓国代表に選出された。
2017年2月に札幌市で開催されたアジア冬季競技大会の男子アイスホッケー韓国代表に選出された。
2018年2月に母国韓国の平昌で開催されたオリンピックの男子アイスホッケー韓国代表に選出された。
2022-2023年シーズンは2シーズンぶりに安養がアジアリーグに復帰し、チーム名もHLアニャンへと改称した。同年シーズンは6度目となる優勝を果たした。
2023-2024年シーズンは2023年10月21日のH.C.栃木日光アイスバックス戦で通算400試合出場を達成した。

## 詳細情報

### 代表歴
- 2011年アジア冬季競技大会アイスホッケー男子韓国代表
- 2017年アジア冬季競技大会アイスホッケー男子韓国代表
- 2018年オリンピックアイスホッケー男子韓国代表